# Томас Дюрран
Томас Френк Дюрран (англ. Thomas Frank Durrant; нар. 17 жовтня 1918, Фарнборо, Лондон — пом. 28 березня 1942, Сен-Назер) — британський військовослужбовець, сержант британської армії часів Другої світової війни. Кавалер Хреста Вікторії, відзначений (посмертно) найвищої відзнаки за проявлений героїзм та мужність при проведенні операції «Колісниця». Його нагородження Хрестом Вікторії було унікальним випадком, коли вищу відзнаку отримав солдат сухопутних військ за участь у діях на морі. Це також було незвичним, хоча й не унікальним прецедентом, оскільки до нагородження його запропонував німецький офіцер.

## Біографія
Дюрран був зарахований до Королівського інженерного корпусу перед Другою світовою війною 1 лютого 1937 року. У 1940 році британський прем'єр-міністр Вінстон Черчилль наказав сформувати підрозділи спеціально навчених військ, які мали «встановити панування терору на ворожому узбережжі». За пропозицією підполковника Дадлі Кларка розпочалось формування перших загонів спеціального призначення, завданням яких було знищення особливо важливих об'єктів на території окупованої німецьким Вермахтом Європи. Дюрран добровільно пішов на службу в окрему спеціальну роту і був призначений на посаду в окрему спеціальну роту No. 2. Саме під час служби у 2-й роті в Норвезькій кампанії він отримав звання сержанта. Коли його рота повернулася з Норвегії, усі окремі роти були зведені у більші підрозділи розміром з батальйони, відомі як британські командос. Дюрран став членом No. 1 Commando.
У ніч на 28 березня 1942 року британці влаштували рейд на Сен-Назер (операція «Колісниця») — атаку з моря на добре захищені доки морського порту Сен-Назер в окупованій Франції. Це була спеціальна міжвидова операція, організована та проведена силами Королівського флоту і підрозділів армійських командос. Кістяком ударного угруповання були командос 2-го загону разом із групами підривників з інших підрозділів командос, включаючи командос 1-го загону Дюррана. Метою рейду визначалося знищення єдиного на атлантичному узбережжі Франції сухого доку, що змусило б будь-який великий німецький військовий корабель, який потребував ремонту, такий як «Тірпіц», повернутися у рідні води, а не шукати безпечного притулку на узбережжі Атлантичного океану. З 600 осіб, які брали участь у рейді, лише 225 повернулися.
В ході рейду сержант Томас Дюрран був командиром здвоєного кулемету Льюїса на борту моторного катера ML306. Коли він підіймався по річці Луара до порту Сен-Назер, ML306 потрапив під сильний вогонь з берега і не зміг висадити свої війська біля старого Мола, і саме під час відходу він зіткнувся лоб в лоб з переслідуючим німецьким міноносцем класу 1924 «Ягуар». У бою з німецьким міноносцем Дюрран отримав численні поранення в голову, обидві руки, ноги, груди й живіт. Після битви Дюрран помер від поранень у німецькому військовому шпиталі в Сен-Назері. Після смерті він був похований на військовому кладовищі Ла-Боль-Ескублак, за 11 км від Сен-Назера. Через тиждень командир німецького міноносця капітан-лейтенант Ф. К. Пауль зустрівся з командиром командос підполковником Ньюменом у таборі для військовополонених у Ренні. Доносячи інформацію до відома Ньюмена, Пауль припустив, що полковник, можливо, захоче рекомендувати Дюррана до високої нагороди.